# Guernsey
Guernsey ou Guernesey (raramente Guérnesei ou Guernesei) é uma ilha e um bailiado no Canal da Mancha, dependência da Coroa Britânica que não faz parte do Reino Unido. Conjuntamente com o Bailiado de Jersey, forma as Ilhas do Canal. O Bailiado de Guernsey (Bailiwick of Guernsey, em inglês; Bailliage de Guernesey, em francês) está situado a norte da região francesa da Normandia, entre o Canal da Mancha e o Golfo de Saint-Malo ao sul, com 78 km² e 65 573 habitantes.
O bailiado de Guernsey divide-se em dois grupos de ilhas: o grupo principal inclui propriamente a ilha de Guernsey, ademais das ilhas de Sark, Herm, Brecqhou e Jethou; o grupo secundário, situado a nordeste, ao largo do cabo francês de La Hague, inclui as ilhas de Alderney e Burhou.
Os territórios vizinhos mais próximos de Guernsey são Jersey a sudeste, a França a oeste e a Inglaterra ao norte.

## Subdivisões
Guernsey encontra-se dividida em 10 paróquias (parishes) que são:
| - Porto de São Pedro (Saint Peter Port) - Saint Sampson - Vale - Castel |  | - Saint Saviour - Saint Pierre du Bois - Torteval |  | - Forest - Saint Martin - Saint Andrew |

## Cultura
A cultura do bailiado de Guernsey, bem como da ilha com o mesmo nome, foi alimentada pelas tradições normandas incluindo a sua língua. Foi também influenciada pelas culturas da França (especialmente elementos normandos) e da Grã-Bretanha, às quais foram acrescentadas as contribuições das comunidades de imigrantes, como a portuguesa, que, em 2000, representava 3,3% da população de Guernsey (cerca de 2 000 pessoas).

## Línguas
O inglês é a única língua falada pela maioria da população, enquanto o guernesiano, a língua normanda da ilha, é falado fluentemente por 2% da população (de acordo com o censo de 2001). No entanto, 14% da população reivindica que tem alguma compreensão da língua e aquela é ensinada em algumas poucas escolas da ilha. Até ao início do século XX o francês era a única língua oficial. Os nomes de família e local refletem essa herança linguística. A perda desta língua na ilha reflete uma anglicização significativa de sua cultura e de mentalidade, em parte provocada por um grande número de fiscais exilados da Inglaterra. O português é ensinado em algumas escolas e é falado por cerca de 2% da população.